# French Open 1944 (Badminton)
Die French Open 1944 im Badminton fanden in Paris statt. Es war die 16. Auflage des Championats.

## Titelträger
| Disziplin    | Sieger                         |
| ------------ | ------------------------------ |
| Herreneinzel | Henri Pellizza                 |
| Dameneinzel  | Yvonne Girard                  |
| Herrendoppel | Michel Marret Henri Pellizza   |
| Damendoppel  | Yvonne Girard Madeleine Girard |
| Mixed        | Henri Pellizza Simone Pellizza |